# Franco e Ciccio... ladro e guardia
Franco e Ciccio... ladro e guardia è un film del 1969 diretto da Marcello Ciorciolini. 
La pellicola è una sorta di parodia del film di Mario Monicelli e Steno (Stefano Vanzina): Guardie e ladri, con Totò e Aldo Fabrizi.

## Trama
Franco e Ciccio Chiappalone sono cugini ma nella vita sono acerrimi avversari in quanto Franco è un ladro e Ciccio è un poliziotto e la scomoda parentela lo rende inviso ai superiori: per questo tenta di arrestare Franco in tutti i modi per potersi riscattare.

## Produzione

### Riprese
Le scene iniziali cominciano con un cellulare che corre per le vie di Roma passando davanti all'Obelisco di Axum che allora si trovava ancora nella capitale e all'Aeroporto di Fiumicino.
Alcune riprese in esterni sono state effettuate sempre a Roma nei pressi del corso di Francia, mentre la scena finale è stata girata in via Pompeo Neri.